# مغامرات نحول
مغامرات نحول (باليابانية: 昆虫物語 みなしごハッチ، بالروماجي: Konchū Monogatari: Minashigo Hatchi) (بالإنجليزية: The Adventures of Hutch the Honeybee)‏ هو مسلسل أنمي يابانية تلفزيوني من إنتاج استوديو تاتسونكو برودكشن، عرض على تلفزيون فوجي منذ 7 أبريل عام 1970 حتى 8 سبتمبر عام 1971، وتكون من 91 حلقة. دبلج إلى العربية من قبل مؤسسة الإنتاج البرامجي المشترك.

## القصة
تدور قصة المسلسل حول النحلة بشار (بالإنجليزية: hutch)‏ الذي يبحث عن والدته ملكة النحل قبل أن يخرج بشار من البيضة هاجمت جماعات من الدبابير مملكة النحل وسلبتها وقتلت وشردت شعبها واستطاعت ملكة النحل الهرب وكلها أمل أن تنجو إحدى بيضاتها، واحدة على الأقل لتعينها على إعادة بناء مملكة النحل من جديد.
وفعلاً تنجو إحدى البيضات بمعجزة وتجدها نحلة من نحل الطين فتقوم بتربيتها مع أبناءها يخرج بشار إلى الدنيا ليجد أما ترعاه وتحبه كواحد من أبناءها التسعة الآخرين بل أن حبها له يكاد يفوقهم خاصة أنه كان الأصغر بينهم ويثير ذلك غيرة الأخوة الآخرين بشار لكنهم يعرفون صدفة من إحدى الجارات أن بشار ليس شقيقهم وأنه ابن ملكة النحل ويخبره أحدهم بعد أن تشاجر معه صعق بشار للخبر تحميل جميع حلقات مسلسل الكارتون مغامرات نحول وتصارحه أمه بالحقيقة لكنها تأمل أن يبقى يعيش كابن لها لكن بشار يعقد العزم للبحث عن أمه الحقيقية فتأذن له بالذهابوتبدأ رحلة بشار المضنية رحلة الأمل للقاء الأم وإعادة بناء المملكة يواجه بشار في رحلته العديد من المصاعب ويلتقي الكثير من الأشخاص ويعيش معهم قصصاً ومغامرات متنوعة ويتعلم الكثير من القيم السامية، وفي نهاية المسلسل يلتقى بشار أخيراً وبعد معاناة طويلة بوالدته الحقيقة لكنها تكون مسجونة عند الدبابير ويكون هو مسجوناً في الزنزانة المجاورة فيهب جميع الأصدقاء الذين عرفهم بشار خلال رحلته الطويلة لمساعدته وأمه.

## أجزاء المسلسل
انتج الجزء الأول منه عام 1970م وعدد حلقاته 91، وقد تم دبلجته بالكامل من قبل مؤسسة الإنتاج البرامجي المشترك في عام 1984م.
أما الجزء الثاني فقد تم إنتاجه عام 1974م وعدد حلقاته 26، ولكن لم يدبلج إلى العربية.

### سوار العسل
سوار العسل هو عنوان المسلسل المقتبسة قصته من مغامرات نحول الذي تم انتاجه عام 1989م في اليابان بعنوان (باليابانية: 昆虫物語 みなしごハッチ)
يعتبر هذا الجزء هو الثالث من هذه السلسلة، إلا أن هذا الجزء يعتبر إعادة صناعة المسلسل إعادة صناعة بأحداث جديدة، واقتباس بعض القصص السابقة مع بعض التعديلات، وكذلك إعادة رسم الشخصيات مع بعض التغييرات الطفيفة.
وقد تم دبلجة المسلسل للعربية من قبل شركة الشرق الأدنى للإنتاج الفني الأردنية، وذلك بداية تسعينيات القرن الماضي.
يتكون هذا المسلسل من 55 حلقة، إلا أن الدبلجة العربية اقتصرت على دبلجة أول 26 حلقة ولم تكمل الباقي.

### فيلم: رحلة حول
بمناسة مرور 40 سنة على إنتاج هذه السلسلة، تم اطلاق فيلم في عام 2010م بعنوان (باليابانية: 昆虫物語 みつばちハッチ～勇気のメロディ～) أو Konchū Monogatari Mitsubachi Hutch - Yūki no Melody

## وصلات خارجية
- مغامرات نحول على موقع IMDb (الإنجليزية)
- مغامرات نحول على موقع كينوبويسك (الروسية)
- مغامرات نحول على موقع ألو سيني (الفرنسية)
- مغامرات نحول على موقع قاعدة بيانات الفيلم (الإنجليزية)
- مغامرات نحول على موقع ANN anime (الإنجليزية)